# Фибијано (Лука)
Фибијано је насеље у Италији у округу Лука, региону Тоскана.
Према процени из 2011. у насељу је живело 55 становника. Насеље се налази на надморској висини од 434 м.